# Соданкюля
Со́данкюля (фин. Sodankylä, северносаам. Soađegilli) — община на севере Финляндии, расположена в провинции Лапландия. Площадь общины составляет 12 415,46 км².

## Климат
9 августа 2013 года ночью был зафиксирован мороз — 0,9 градуса по Цельсию.

## Экономика
В ноябре 2011 года компания Anglo American объявила об обнаружении в общине Соданкюля крупного (в мировом масштабе) медно-никелевого месторождения.
Община Соданкюля вместе с общинами Инари и Утсйоки является инициатором проекта «Арктический коридор» по строительству железной дороги от Рованиеми до Киркенеса.

## Достопримечательности
Одна из научных радиолокационных станций EISCAT расположена недалеко от города, на площадке геофизической лаборатории Соданкюля. В Соданкюля имеется древняя деревянная церковь (1689 г.) — открыта для посещений в летний период, новая церковь и краеведческий музей. Одной из достопримечательностей является также посёлок и музей золотоискателей Танкаваара, расположенный недалеко от города.
С 1986 года в Соданкюля ежегодно в июне проходит основанный Аки и Микой Каурисмяки и Ансси Мянттяри кинофестиваль «Полуночное солнце».
На севере территории общины расположено водохранилище Локка площадью более 200 км².

## Население
Население общины по данным на 2013 год составляет 8881 человек. Плотность населения — 0,76 чел/км².
Официальные языки — финский и северносаамский. Финский является родным для 98,1 % населения; северносаамский — для 1,3 %; шведский — для 0,1 %; другие языки — для 0,5 %. Дети в возрасте до 14 лет составляют 14,5 % населения; лица старше 65 лет составляют 19,4 %.
| 1970   | 1975   | 1980   | 1985   | 1990   | 1995   | 1998   | 2000 | 2002 | 2004 | 2006 | 2008 | 2010 | 2011 | 2012 |
| ------ | ------ | ------ | ------ | ------ | ------ | ------ | ---- | ---- | ---- | ---- | ---- | ---- | ---- | ---- |
| 10 654 | 10 062 | 10 117 | 10 490 | 10 576 | 10 736 | 10 283 | 9922 | 9489 | 9336 | 9081 | 8872 | 8802 | 8801 | 8809 |

## Известные жители и уроженцы
- Кайя Кяркинен — финская певица

## Города-побратимы
- Кола[14]
- Хайлигенблут (нем. Heiligenblut (Kärnten))

## Галерея

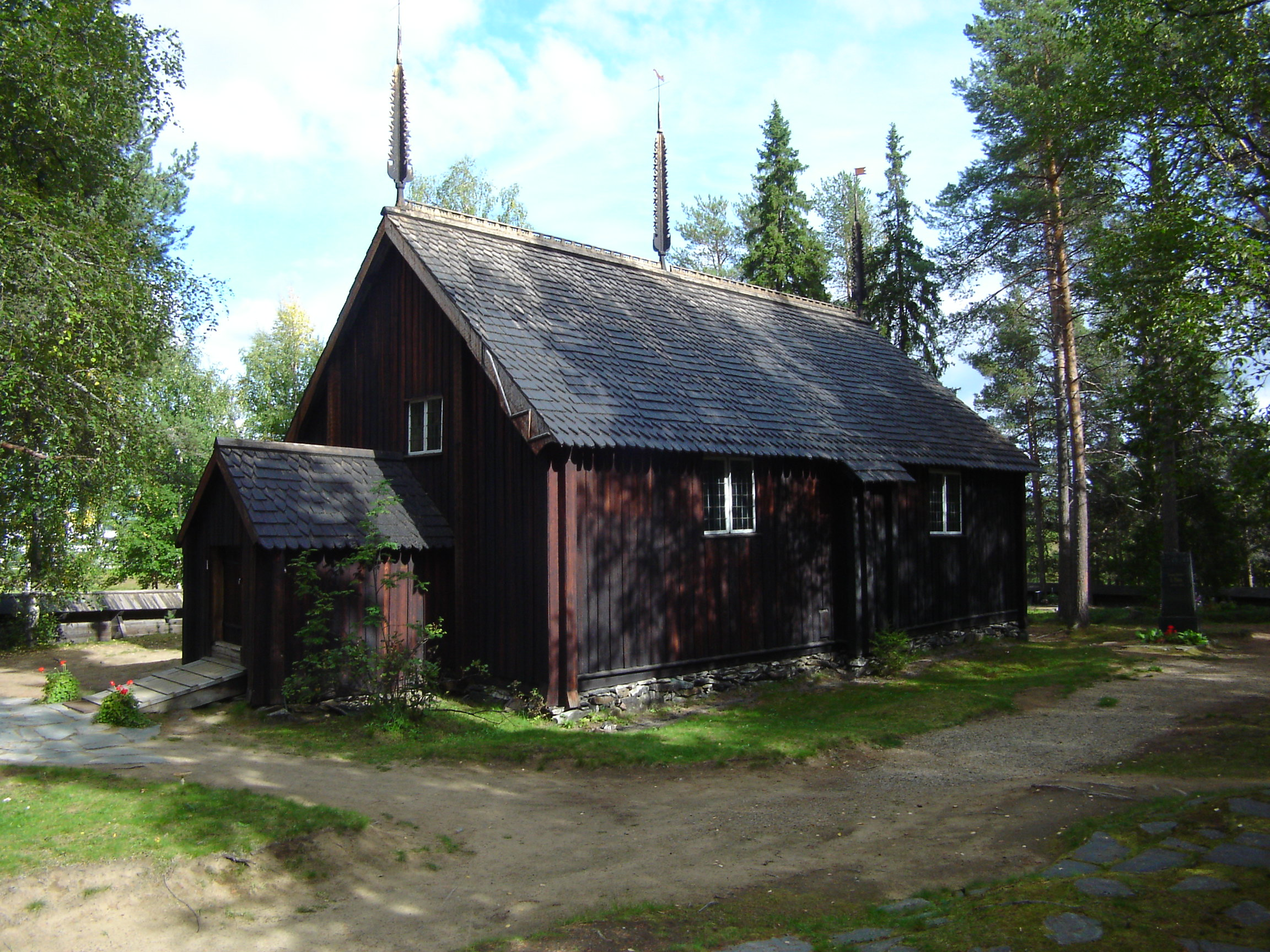
Старая церковь
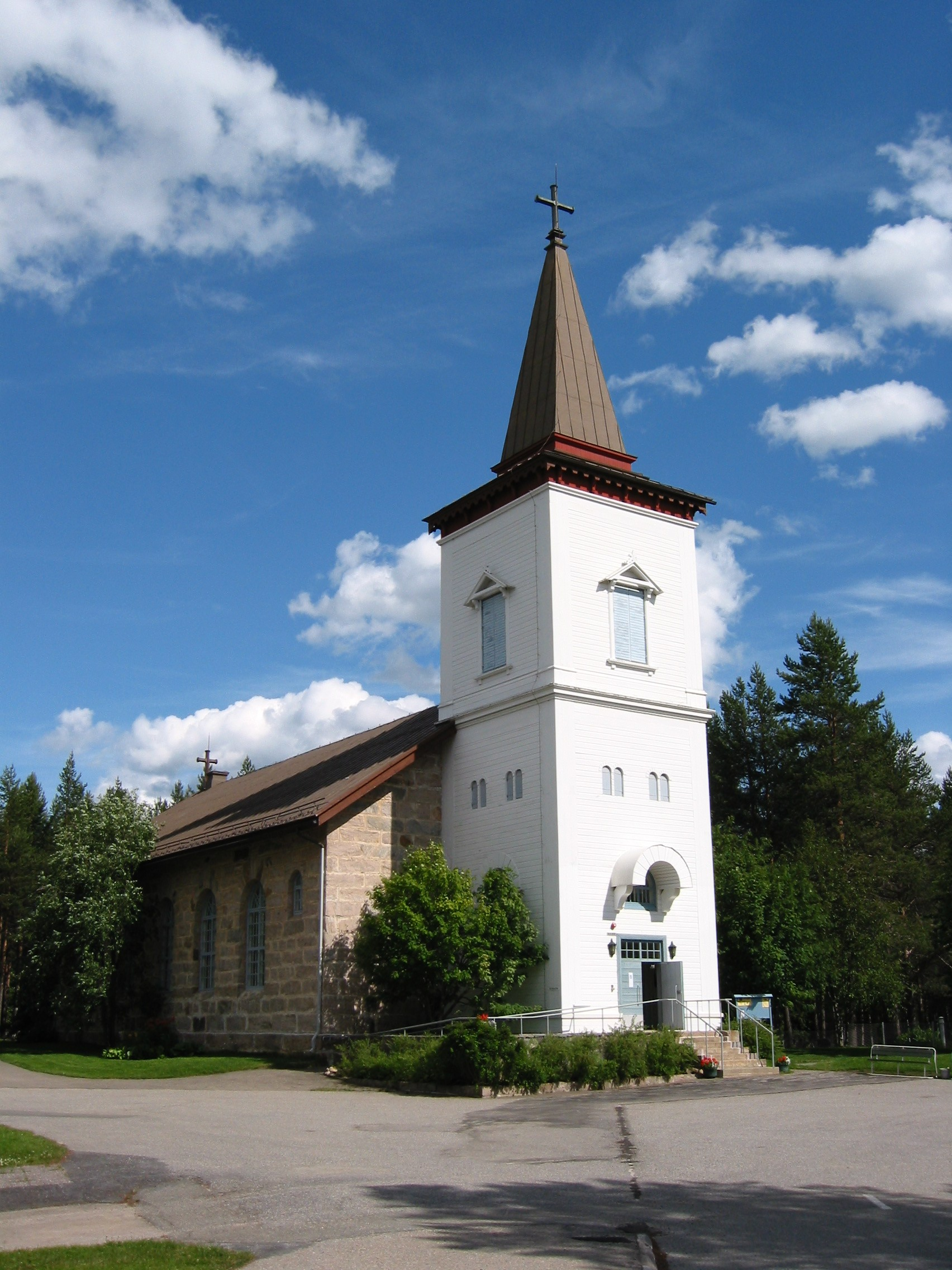
Новая церковь
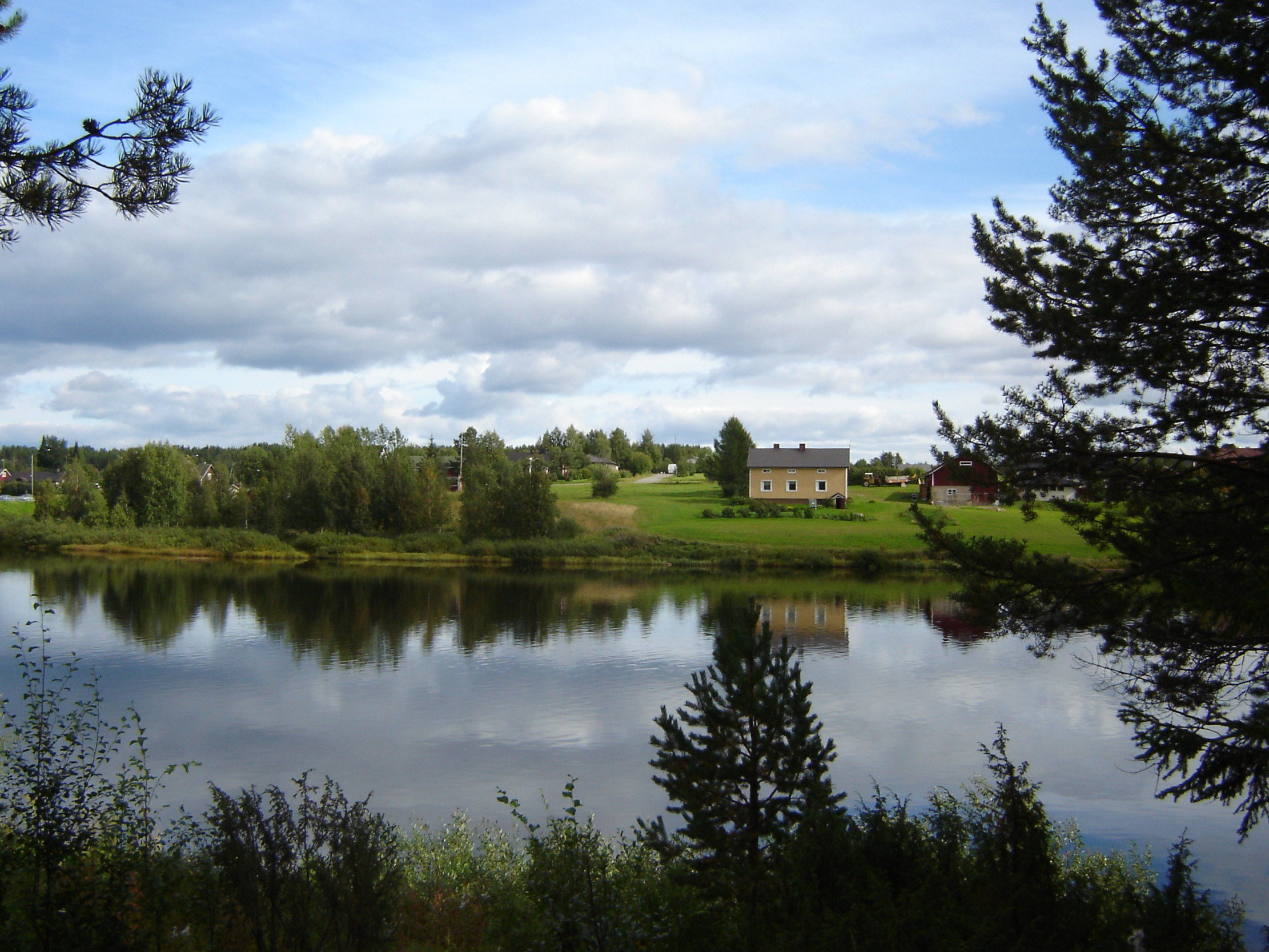
Река Китинен